# Jean François Labroise
Jean Labroise (1856 - 1921) est un homme politique lorrain. Il est député allemand au  Reichstag de 1903 à 1912 et au Landtag d'Alsace-Lorraine de 1911 à 1918.

## Biographie
Jean François Auguste Labroise voit le jour le 6 décembre 1856 à Wuisse, en Lorraine. Après la défaite française de 1871, l'Alsace-Lorraine est annexée à l'Allemagne. La vie reprend doucement son cours et les affaires reprennent. Après des études au collège de Chateau-Salins et à la Realschule de Trèves, Jean Labroise fait son service militaire dans l'armée allemande, continuant ensuite à servir dans la Landwehr, l'armée territoriale allemande, comme Oberleutnant, officier. Il obtient successivement la croix de la Couronne de Prusse de 3e classe, la croix de l'Ordre de l'Aigle rouge 3e classe et la Médaille militaire de service du Royaume de Bavière.
De retour à la vie civile, Jean Labroise est élu maire de sa commune. Il s’intéresse bientôt à la politique, devenant conseiller au Bezirkstag de Lorraine, l'assemblée du district de Lorraine et conseiller au Landesausschus. Dans le paysage politique régional, on assiste à l’implantation progressive des partis politiques de type allemand, corrélativement à l’émergence d’une politique régionale propre au Reichsland et à ses enjeux. Ces nouveaux enjeux le poussent, en 1903, à se présenter aux élections du Reichstag, l'assemblée parlementaire de l'Empire allemand. Élu sur la 15e circonscription, il représente les électeurs de l'arrondissement de Sarrebourg et de l'arrondissement de Château-Salins. Officiellement Fraktionslos, indépendant, il soutient en fait le groupe du Elsaß-Lothringische Protestpartei. En 1907, Labroise se représente face au centriste Victor Michel Heymès, qu'il bat avec difficulté.
En 1911, Jean François Labroise se présente aux élections du Landtag d'Alsace-Lorraine, l'assemblée législative d'Alsace-Lorraine. Jean Labroise est de nouveau élu député, siégeant avec l’étiquette du Lothringer Block, le « Bloc lorrain ». Opposé aux socialistes du SPD, aux libéraux du Elsässische Fortschrittspartei et aux centristes du Elsaß-Lothringische Zentrumspartei, Jean Labroise défend, au Landtag, les intérêts des Lorrains. 
Après le retour de la Moselle à la France, Jean Labroise reste en Lorraine, décédant dans sa commune natale, en janvier 1921.

## Mandats électifs
- Reichstag de l'Empire Allemand
  - 11e législature: juin 1903 - janvier 1907 : Salzburg - Saarbrücken avec 98,02% des suffrages exprimés[1].
  - 12elégislature: janvier 1907 - janvier 1912 : Salzburg - Saarbrücken avec 50,55% des suffrages exprimés[1].
- Landtag d'Alsace-Lorraine
  - 1895 - 1907 : Landesausschuss[1]
  - octobre 1911- novembre 1918 : Landtag - Circonscription de Château-Salins-Delme-Vic - Lothringer Block.

## Distinctions
- croix de la Couronne de Prusse, de 3e classe ;
- croix de l'Ordre de l'Aigle rouge, 3e classe ;
- Médaille militaire de service du Royaume de Bavière.

## Sources
- François Roth, La Lorraine annexée, ed. Serpenoise, 2007 ;
- François Roth: La vie politique en Lorraine au 20e siècle, Presses universitaires de France, 1985 ;
- Hans Platzer: Die Landtagswahlen von 1911 in Elsass-Lothringen. Sondernummer. der Nachrichten des Statistischen Landesamts fuer Elsass-Lothringen, Verl. d. Straßburger Druckerei u. Verl.-Anst., Straßburg, 1911 (pp.5-37).